# Fotografía vernácula
La fotografía vernácula el tipo de fotografía relativamente amateur que captura la vida cotidiana y cosas comunes del día a día como temas.
Aunque la definición más comúnmente conocida de la palabra «vernáculo» es una cualidad de ser «indígena» o «nativo», el uso de la palabra en relación con el arte y la arquitectura se refiere más a «lo doméstico», que es perteneciente «a la casa o país propios», según la definición de la RAE.
Ejemplos de fotografías vernáculas incluyen la fotografía de viajes y vacaciones, fotos familiares, fotos de amigos, retratos de clase, fotografías de identificación e imágenes de fotomatón.
Las fotografías vernáculas son tipos de arte accidental, ya que a menudo son involuntariamente artísticas.

## Fotografía encontrada
Estrechamente relacionado con la fotografía vernácula es la fotografía encontrada, que en un sentido se refiere a la recuperación de una fotografía o instantánea vernácula perdida, anónima, no reclamada o descartada.
Las fotos encontradas a menudo lo son en mercadillos, tiendas de segunda mano o de caridad, ventas de garaje, ventas de inmuebles y etiquetas, en basureros y vertederos, entre las páginas de un libro... literalmente «encontradas» en cualquier lugar.
El uso de la fotografía vernácula en las artes es casi tan antiguo como la fotografía misma. La fotografía vernácula se volvió mucho más común en la década de 2000 como una técnica artística y ahora es un género ampliamente aceptado de fotografía artística. Esta forma de fotografía comenzó a desarrollarse en los años previos a la Segunda Guerra Mundial.
Las fotografías vernáculas también se han vuelto populares entre los coleccionistas de arte y entre los coleccionistas de fotografías encontradas.
Algunos curadores han comenzado a exhibir fotografía vernácula. Aunque las colecciones de fotografía vernácula generalmente consisten en fotografías físicas encontradas de épocas pasadas, algunos coleccionistas han ampliado su definición para incluir fotografías de origen digital, como la fotografía de productos de aficionados utilizada para los listados de clasificados en línea.
A Walker Evans se le atribuye estar fuertemente influenciado por este estilo de fotografía, al igual que Martin Parr.